# Mascarose di Lomagne
Mascarose di Lomagne, in francese: Mascarose II d'Armagnac (... – 1256 circa), fu contessa d'Armagnac e di Fezensac, dal 1245 e contessa consorte di Bigorre dal 1255, alla sua morte.

## Origine
Mascarose, sia secondo lo storico francese Jean de Jaurgain, che secondo i Documens historiques et généalogiques sur les familles et les hommes remarquables du Rouergue, ed anche secondo Pierre de Guibours, detto Père Anselme de Sainte-Marie o più brevemente Père Anselme, era l'unica figlia del visconte di Lomagne, Arnaldo Oddone e di Mascarose d'Armagnac.
Mascarose d'Armagnac, secondo Jean de Jaurgain era la figliadel conte d'Armagnac e di Fezensac, Gerardo V e della moglie di cui non si conoscono né il nome né gli ascendenti ; anche le Europäische Stammtafeln, vol III cap. 3. 569 (non consultate) confermano la paternità di Gerardo V. Invece, sia secondo i Documens historiques et généalogiques sur les familles et les hommes remarquables du Rouergue, che secondo Père Anselme, era l'unica figlia femmina del conte d'Armagnac e di Fezensac, Gerardo IV e di Mascarose, di cui non si conoscono gli ascendenti.

Arnaldo Oddone di Lomagne, secondo Jean de Jaurgain era il figlio primogenito del visconte di Lomagne e d'Auvillars, Oddone V e della moglie, una sorella di Guglielmo Raimondo de Pins.

## Biografia
Suo zio materno, il conte d'Armagnac e di Fezensac, Bernardo V morì nel 1245 circa; secondo Jean de Jaurgain, morì, senza discendenza, prima del 25 marzo 1246; mentre secondo i Documens historiques et généalogiques sur les familles et les hommes remarquables du Rouergue e Père Anselme Bernardo V morì, senza discendenza, nel 1245.
Secondo Jean de Jaurgain, gli succedette la nipote, Mascarose di Lomagne, figlia della sorella di Bernardo, anche lei di nome, Mascarose, sotto la reggenza del padre, Arnaldo Oddone, visconte di Lomagne; mentre per i Documens historiques et généalogiques sur les familles et les hommes remarquables du Rouergue e Père Anselme, gli succedette il cugino, Gerardo V, figlio di Ruggero, fratello di Gerardo IV.
In effetti la sorella di Bernardo V e madre di Mascarose, Mascarose d'Armagnac, era premorta al fratello, per cui il padre di Mascarose, essendo la figlia ancora minorenne pretese i feudi a nome della figlia, mentre il cugino, Gerardo, figlio di Ruggero, li pretese per proprio conto: questa situazione portò ad un conflitto tra Arnaldo Oddone di Lomagne, padre di Mascarose, e Gerardo, visconte di Fezensac.
Arnaldo Oddone, in nome della figlia assunse il titolo di luogotenente del conte nell'Armagnac e nel Fezensac (tenant lieu de comte en Fezensac et en Armagnac); la sua autorità non venne riconosciuta dalla comunità di Auch, allora Guglielmo Raimondo de Pins, zio di Arnaldo Oddone, con le sue truppe occupò la città. Ma l'improvvisa morte di Guglielmo Raimondo, pochi giorni dopo, facilitò la cacciata degli armigeri da parte della comunità di Auch; la pace fu siglata il 24 agosto 1247, dopo l'intervento di mediazione del Visconte di Béarn, Gastone VII.
Secondo alcuni storici il conflitto tra Gerardo e Arnaldo Oddone era stato generato dal fatto che quest'ultimo, nel 1246, si era sposato in seconde nozze con una sua cugina, Escaronne di Lomagne, per cui Gerardo voleva subentrare nella reggenza delle contee. Nella guerra che ne seguì Arnaldo Oddone fece prigioniero Gerardo, che neppure l'intervento del conte di Tolosa, Raimondo VII, riuscì a farlo liberare. Anzi dopo la morte di Raimondo VII, nel 1249, Arnaldo Oddone, nel 1251, rese omaggio al nuovo conte di Tolosa, Alfonso di Poitiers, per le terre di Auvillars (confinanti con la viscontea di Lomagne), alla presenza di Gerardo d'Armagnac, come conferma anche Père Anselme.
Secondo Jean de Jaurgain, Mascarose morì nel 1254, ma il padre, Arnaldo Oddone, che, nel 1249 circa essendo rimasto vedovo, si era sposato per la terza volta, continuò a mantenere il controllo sulle contee e Gerardo divenne conte d'Armagnac e di Fezensac, solo dopo la sua morte, nel 1256; per Jean de Jaurgain, fu il sesto conte con tale nome, mentre per Père Anselme e i Documens historiques et généalogiques sur les familles et les hommes remarquables du Rouergue, fu il quinto.

## Discendenza
Mascarose, secondo Jean de Jaurgain, aveva sposato il Conte di Bigorre, Eschivat di Chabanais, ma dal matrimonio non erano nato alcun discendente, come confermano sia Jean de Jaurgain, che Père Anselme.

### Fonti primarie
- (FR)  Histoire généalogique et chronologique de la maison royale de France, tomus III.
- (FR)  Documens historiques et généalogiques sur les familles et les hommes remarquables du Rouergue.

### Letteratura storiografica
- Charles Petit-Dutaillis, Luigi IX il Santo, in Storia del mondo medievale, vol. V, 1980, pp. 829–864
- (FR)  LA VASCONIE.